# Bửu Lộc
Nguyễn Phúc Bửu Lộc, (1914–1990), um tio do imperador Bảo Đại, foi primeiro-ministro do Estado do Vietname em 1954. Ele era bisneto do imperador Minh Mang, o segundo imperador da dinastia Nguyen; tanto de seu bisavô Nguyễn Phúc Miên Trinh quanto o seu avô Nguyen Phuc Hong Thiet foram poetas ilustres durante o reinado da dinastia Nguyen. Mais tarde, ele emigrou para a França e passou a sua vida lá até à sua morte em 1990.